# Jürgen Wagner
Jürgen Wagner (ur. 9 września 1901 w Strasburgu, zm. 27 czerwca 1947 w Belgradzie) – SS-Brigadeführer, dowódca 23 Dywizji Grenadierów Pancernych SS „Nederland”, odznaczony Krzyżem Rycerskim z Liśćmi Dębu.

## Życiorys
Był synem Ernsta Wagnera, niemieckiego fizyka, profesora nadzwyczajnego Uniwersytetu Ludwika i Maksymiliana w Monachium. W młodości uczęszczał do kilku szkół, między innymi w Wesel, Münsterze i Erfurcie.
1 listopada 1931 wstąpił do NSDAP, jako 707 279 członek partii. 8 lipca 1933 został przydzielony do Sonderkommando SS „Jüterbog”, który był jednym z oddziałów włączonych z czasem do 1 Dywizji Pancernej SS „Leibstandarte SS Adolf Hitler” (w której szybko zrobił karierę). W 1940 został przeniesiony do Dywizji SS „Das Reich". 24 lipca 1943 awansował do stopnia oberführera, będąc dowódcą 9 Pułku Grenadierów Pancernych SS „Germania”. W październiku 1943 roku otrzymał dowództwo nad 4 Ochotniczą Brygadą Grenadierów Pancernych SS „Nederland”. 10 lutego 1945 brygada została przemianowana na 23 Dywizję Grenadierów Pancernych „Nederland”.
Po wojnie Wagner został w 1947, na mocy międzynarodowych umów zwycięskich mocarstw, wydany Jugosławii. Tam został osądzony przed trybunałem wojskowym 3 Armii Jugosłowiańskiej w dniach od 29 maja do 6 czerwca 1947 i skazany na śmierć przez rozstrzelanie.

## Awanse
- SS-mann: 15 czerwca 1931
- SS-Scharführer: 15 marca 1932
- SS-Oberscharführer: 2 kwietnia 1932
- SS-Untersturmführer: 20 kwietnia 1933
- SS-Sturmbannführer: 1 października 1933
- SS-Obersturmbannführer: 4 lipca 1934
- SS-Standartenführer: 1 września 1941
- SS-Oberführer: 24 lipca 1943
- SS-Brigadeführer i Generalmajor Waffen-SS: 19 kwietnia 1944

## Odznaczenia
- Krzyż Żelazny
  - II klasy (16 maja 1940)[1]
  - I klasy (1 lipca 1940)[1]
- Krzyż Niemiecki w złocie (8 grudnia 1942)[1]
- Krzyż Rycerski z Liśćmi Dębu (24 lipca 1943)[1]